# Sacavém
Sacavém város Portugáliában. Népessége 17 659 fő, kiterjedése 3,81 km². A Loures járáshoz (concelho) tartozik Lisszabon körzetben.

## Fekvése
- Lisszabontól csupán néhány kilométerre északra található.

## Gazdaság
- Még mindig ismert az egykor itt készült kerámiákról.